# 平南南站
平南南站，位于中华人民共和国广西壮族自治区贵港市平南县镇隆镇天竹村石冲屯，是南广铁路上的铁路车站，于2014年4月18日开通启用，由南宁铁路局管辖。

## 車站周邊
- 平南县阳光中学
- 平南银丽苑商务酒店
- 镇隆汽车站
- 中国邮政储蓄银行镇隆镇支行

## 歷史
- 2014年4月18日开通启用。

## 外部連結
- 中国铁路客户服务中心 （页面存档备份，存于）